# (210939) Bödök
(210939) Bödök est un astéroïde de la ceinture principale.

## Description
(210939) Bodok est un astéroïde de la ceinture principale. Il fut découvert le 10 octobre 2001 à l'Observatoire Palomar par le programme NEAT. Il présente une orbite caractérisée par un demi-grand axe de 3,18 UA, une excentricité de 0,19 et une inclinaison de 6,4° par rapport à l'écliptique.

## Compléments